# Notodonta simplaria
Notodonta simplaria är en fjärilsart som beskrevs av Graef. 1881. Notodonta simplaria ingår i släktet Notodonta och familjen tandspinnare. Inga underarter finns listade i Catalogue of Life.